# جون إتش. فولتون
جون إتش. فولتون هو محامي وسياسي أمريكي، ولد في 1792 في مقاطعة أوغوستا في الولايات المتحدة، وتوفي في 28 يناير 1836. نشط حزبياً في الحزب الديمقراطي. وقد انتخب عضو مجلس نواب الولايات المتحدة عن ولاية فرجينيا ‏ وانتخب عضو مجلس ولاية فرجينيا ‏ وانتخب عضو مجلس النواب الأمريكي ‏.